# パレスチナ解放人民戦線
パレスチナ解放人民戦線（パレスチナかいほうじんみんせんせん、アラビア語: الجبهة الشعبية لتحرير فلسطين 、ラテン文字転写:al-Jabha al-Shaʿbīya li-Taḥrīr Filasṭīn, アル＝ジャブハ・アッ＝シャアビーヤ・リ＝タフリール・フィラスティーン、英語: Popular Front for the Liberation of Palestine、略称:PFLP）は、1967年に設立されたパレスチナの政党・武装組織。パレスチナ解放機構（PLO）に参加している。
ジョージ・ハバシュによって設立され、マルクス・レーニン主義を掲げ、パレスチナ解放を目標とする。通常、ファタハなどと比較して「過激派」と呼ばれる。エル・アル航空426便ハイジャック事件や同時ハイジャック事件が有名で、アメリカ合衆国、欧州連合、カナダ、イスラエルの各国政府は、テロ組織に指定している。

## 組織概要

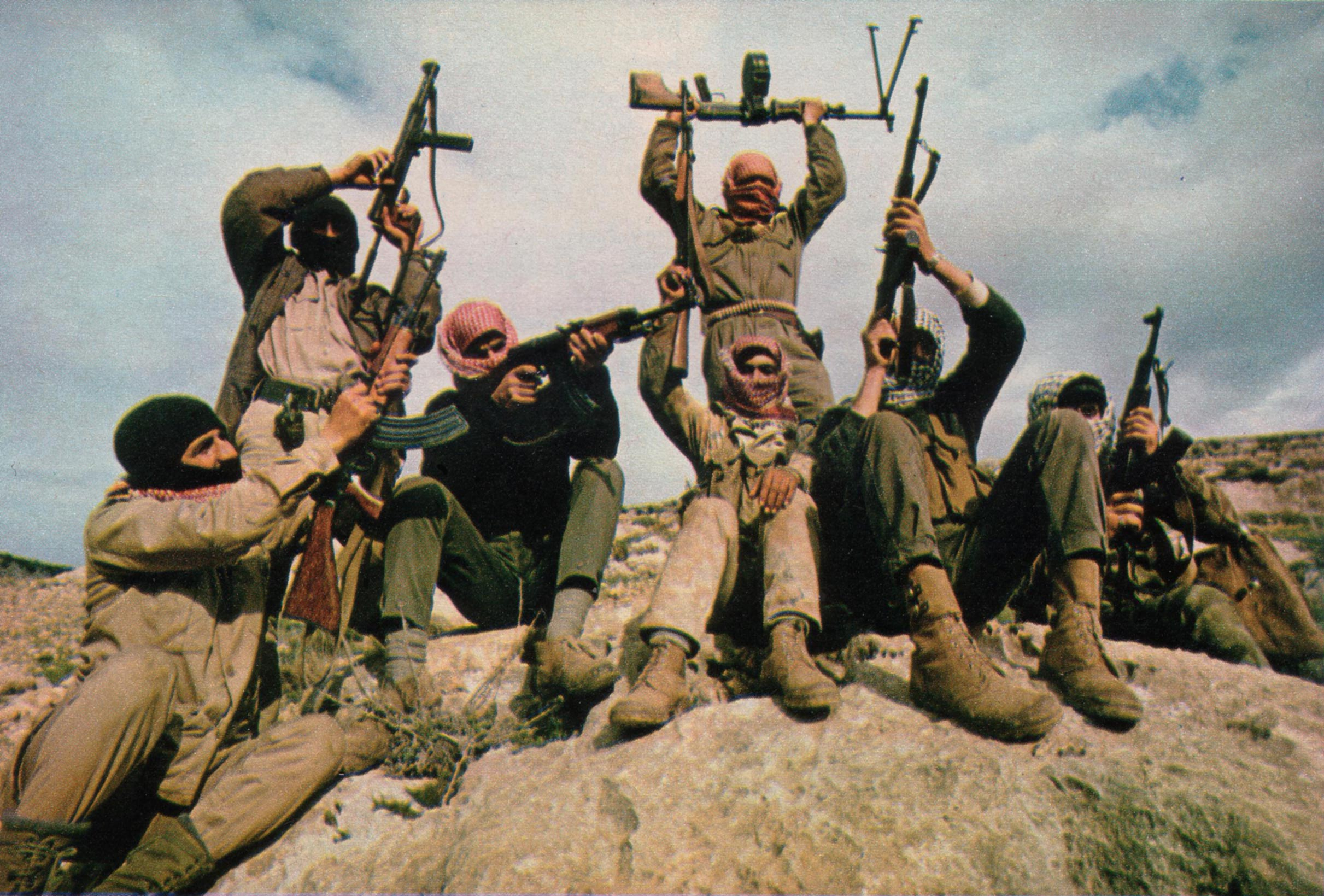
ヨルダンのPFLPメンバー(1969年)

PFLPの源流は、1953年にジョージ・ハバシュが設立した「Harakat al-Qawmiyyin al-Arab（アラブ人の民族運動、Arab Nationalist Movement、ANM）」である。1967年にアフマド・ジブリールによって設立された「パレスチナ解放戦線（Palestine Liberation Front、PLF）」と統一して、PFLPとなった。
PFLPは「テロに訴えてでもパレスチナに世界の注目を集める」ことも辞さず、PLO内でもファタハ内急進派グループ（「黒い九月」など）と過激な闘争を競った。1968年には、ナーイフ・ハワトメ率いるパレスチナ解放民主戦線（DFLP）と分裂。1970年代には、欧州各地でのハイジャックなど多数の民間人を巻き込むことも辞さないテロに訴えた闘争を起こした。
1974年には日本赤軍と共同でシンガポール事件、在クウェート日本大使館占拠事件を実行。PLO執行委員会は両事件を非難し、PLO内において一時的にPFLPの資格を停止する措置を決定した。
1978年からイスラエル人あるいは中産階級アラブ人を標的に対する攻撃を数多く行ない、1996年12月には入植者とその息子を殺害している。現在もPLO内の反主流派最大の勢力を維持している。1993年のオスロ合意には反対しPLOを離脱した（1996年復帰）。
PFLPの2000年の第6回国内会議でハバシュは書記長を辞任し、後継としてアブー・アリー・ムスタファーが議長に就任する。しかし、2001年8月にはイスラエル国防軍はムスタファー議長をミサイル攻撃で暗殺し、PFLPは報復として2001年11月17日にイスラエルの極右政治家で観光旅行大臣レハバム・ゼエビを射殺する。ムスタファーの後を継いだアフマド・サアダート議長は2001年10月の観光相暗殺テロの容疑により獄中にいた。しかし、2006年3月、イスラエルがパレスチナ自治区内にある刑務所に侵攻し釈放直前のサアダートを拘束した。
活動地域はイスラエル国内、ヨルダン川西岸地区、ガザ地区、レバノン等におよび、現在PFLPは、パレスチナ自治政府の野党で2006年1月の総選挙でも議席を獲得している。ハマースなどのイスラーム主義=コーランのドグマ化による「イスラーム国家化」に反対して、パレスチナ社会の世俗的なライフスタイルを支持している。現在のPFLPの主な支持基盤は、イスラーム主義者の「神権政治」に脅かされているパレスチナ内のキリスト教徒コミュニティおよび世俗志向志向の労働者・大学生などであるが、当然ムスリムのメンバーも存在する。現在、千人単位の活動家が、イスラエルの刑務所に囚われているものと思われる。
マフムード・アッバース率いるパレスチナ自治政府とイスラエルによって行われている二国家共存に向けた交渉には断固反対の立場を取る。そのため、PLO内では最も強硬派とされている。
現在、PFLPの軍事部門は元最高指導者の名をとって、「アブー・アリー・ムスタファー旅団」という名になっている。

## 近況
公式サイトはアラビア語だけでなく英語版もつくられている。さらに、アフマド・サアダート議長釈放運動を専門に扱う英語サイトも開設している。そこでは、PayPalを通じた運動への寄付や、メーリングリストによってサアダート釈放運動への参加ができるようになっている。このことからもわかるように、PFLPの支持者は21世紀を迎えた今も世界中に存在しており、PFLP支持のデモが世界各国でよく行われている。
PFLPの公式YouTubeチャンネルに度々動画をアップロードしており、広報活動にも積極的である。
2007年にヨルダン川西岸地区で発足したパレスチナ国の内閣に、元PFLPメンバーのリヤド・アル＝マリキが入閣。パレスチナ国外務大臣を務める。2014年にファタハとガザ地区を実効支配するハマースの統一政府が発足し、新しい内閣ができた際も、引き続き外務大臣に留任した。その後もパレスチナ自治政府の外務大臣を務め続けたが、2024年4月頃に交代した。

## 主な活動

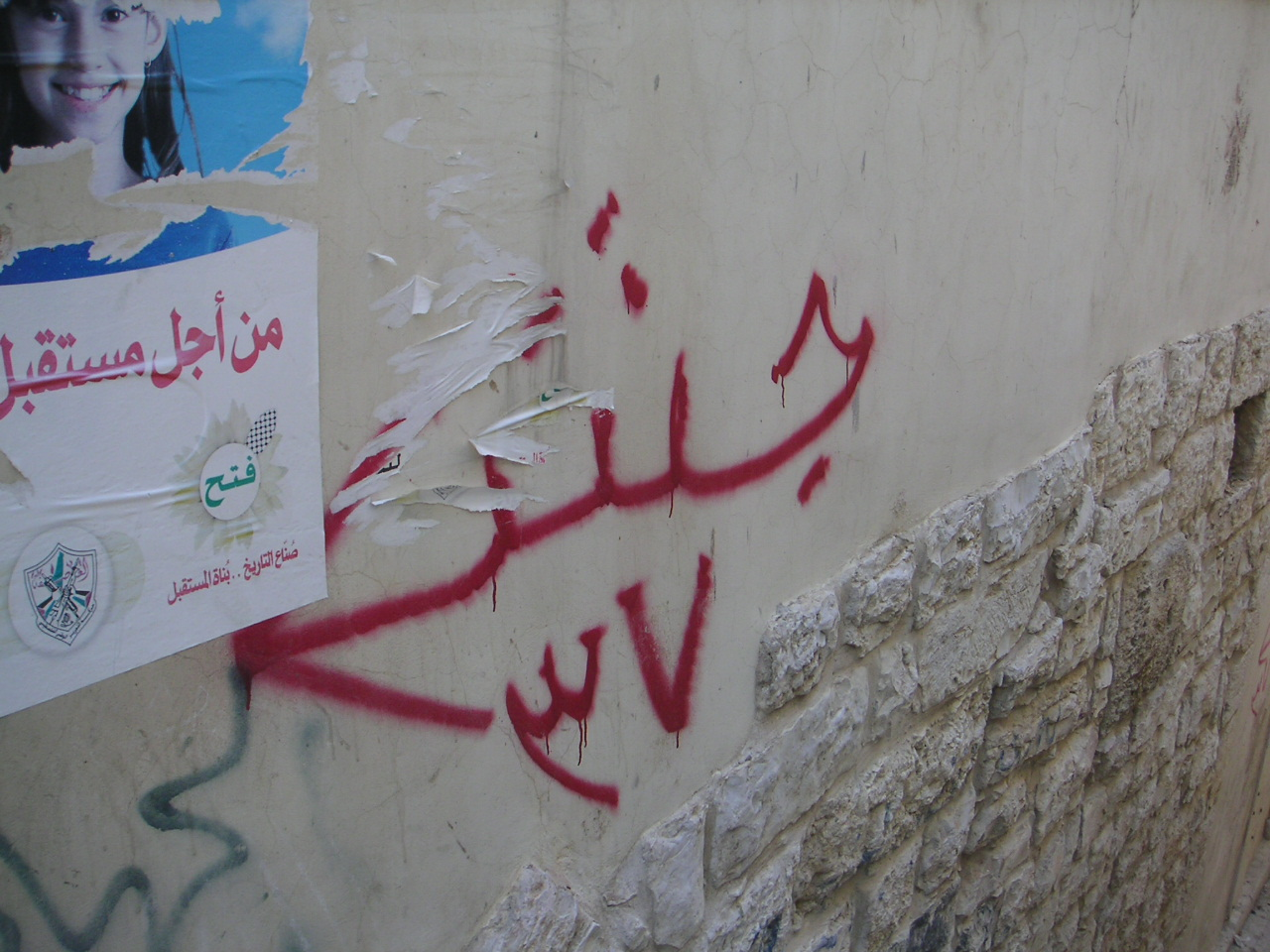
ベツレヘムのPFLPエンブレム

- 1968年7月23日：ローマ発、イスラエル行ボーイング707型エル・アル航空機のハイジャック
- 1968年12月26日：ゲリラ2人が、アテネ空港に寄港中のイスラエル航空機に手榴弾を投げ、銃撃。乗客乗員3人死傷
- 1970年9月6日：西ドイツのフランクフルト発TWA航空機と、スイスのチューリッヒ発スイス航空機など5機をほぼ同時にハイジャックし、ヨルダンにあるイギリス空軍用に使われていたドーソン基地に着陸。服役中のゲリラ解放を要求。これにヨルダン国王が激怒。ヨルダン内戦の引き金になる（詳細はPFLP旅客機同時ハイジャック事件を参照）。
- 1973年7月20日：日本赤軍の丸岡修を含む混成メンバーが日本航空機をハイジャックした。いわゆるドバイ日航機ハイジャック事件。
- 1974年1月31日：日本赤軍と共同でシンガポールのロイヤル・ダッチ・シェルの石油精製施設を爆破し、その後船舶をシージャックした（詳細は「シンガポール事件」を参照）
- 1974年2月6日：日本赤軍と共同で、シンガポール事件を行ったもののシンガポール当局に包囲されていた犯人グループの解放を目論み、在クウェート日本大使館を占拠した（詳細は「在クウェート日本大使館占拠事件」を参照）。
- 1976年6月27日：パリ行きの乗員・乗客合わせて256人搭乗のエールフランス139便エアバスA300がテルアビブを離陸後、PFLPのゲリラとバーダー・マインホフ・グループの流れを汲む西ドイツのゲリラがハイジャック、服役中の40人のゲリラの解放を要求。アフリカ大陸を南下し、ウガンダのエンテベ国際空港に着陸。イスラエル国籍者とユダヤ人だけを人質として残し、他の乗客全員を釈放。7月3日イスラエルが救出作戦を決行。
- 1977年10月17日：西ドイツのルフトハンザ航空機をバーダー・マインホフ・グループのゲリラとともにハイジャックし、13人のゲリラの釈放を要求。レバノンをはじめアラブ諸国への着陸を次々拒否され、アラブ首長国連邦に着陸も燃料補給をし最終的には西ドイツ政府が誘導し、ソマリアのモガディシュ空港に着陸、ドイツ連邦国境警備隊 第9対テロ部隊(GSG-9)が突入、人質は無事解放、犯人は3人死亡、1人逮捕という結果におわる（詳細はドイツの秋、ルフトハンザ航空機ハイジャック事件を参照）。
- 2001年10月：イスラエル、ゼエビ観光相暗殺テロ。アブー・アリー・ムスタファー議長暗殺の報復によるもの。
- 2006年3月：サアダート議長拘束に反発し、パレスチナにおける外国人拉致、イギリス文化施設襲撃
- 2014年6月 - 8月：イスラエル国防軍のガザ侵攻に対し、ガザ地区のPFLP兵士たちがハマースやDFLPの兵士らとともにイスラエル国防軍と戦う。また、イスラエル領内にロケット弾攻撃も敢行した。
- 2017年9月：2017年ドイツ連邦議会選挙の候補者に、ドイツ国籍の党員を擁立した。ドイツ・マルクス・レーニン主義党からの立候補となる。従前から、イスラエルの政党「イェシュ・アティッド（希望はある）」などから、PFLPの結社禁止と立候補禁止の要求があったが、ドイツ内務省は拒否していた[9]。

## 歴代議長
- ジョージ・ハバシュ（1967年〜2000年5月）
- アブー・アリー・ムスタファー（2000年5月〜2001年8月、2001年8月イスラエルにより殺害）
- アフマド・サアダート（2001年10月〜、現在拘束中）